# Peter Gelpke
Peter Gelpke (23 mei 1962) is een Nederlandse schaker. In 1995 werd hem door de FIDE de titel Internationaal Meester (IM) toegekend.
Van 1978 tot 1981 was Gelpke kampioen bij de jeugd van de Haagse Schaakbond. In 2000 speelde hij mee om de Kaiserbrunnen cup; Gelpke versloeg heel de Duitse top maar moest in Johann Levermann zijn meerdere erkennen.